# Synopia ultramarina
Synopia ultramarina is een vlokreeftensoort uit de familie van de Synopiidae. De wetenschappelijke naam van de soort is voor het eerst geldig gepubliceerd in 1853 door Dana.